# 둥근꼬리사향쥐
둥근꼬리사향쥐 또는 플로리다물쥐(Neofiber alleni)는 비단털쥐과에 속하는 설치류의 일종이다. 둥근꼬리사향쥐속(Neofiber)의 유일종이다. 미국 남동부 지역에서만 발견되며, 자연 서식지는 습지이다.